# Protest wyborczy
Protest wyborczy – wniosek skierowany do sądu, w którym wskazuje się na nieprawidłowości formalne związane z przeprowadzeniem wyborów, domagając się ich unieważnienia.
W prawie polskim instytucja protestu wyborczego została uregulowana odrębnie w poszczególnych ustawach dotyczących poszczególnych wyborów, w tym w kodeksie wyborczym, tj. w ustawie z dnia 5 stycznia 2011 r. Kodeks wyborczy, jak również w ustawach dotyczących przeprowadzania referendum.
Poszczególne regulacje różnią się zakresem podmiotowym i przedmiotowym protestu, jak też właściwością sądu. Protesty co do zasady dotyczyć mogą ważności wyborów w ogólności, ważności wyborów w danym okręgu lub ważności wyboru określonej osoby. Podstawą może być popełnienie przestępstwa, naruszenie przepisów dotyczących głosowania lub ustalania wyników. Prawo do wniesienia protestu ograniczone jest terminem (wynoszącym 7 dni w wyborach do Sejmu i Senatu oraz do Parlamentu Europejskiego lub 14 dni w przypadku wyborów samorządowych i prezydenckich). Protesty mogą wnosić (zależnie od powodu) indywidualni wyborcy i pełnomocnicy komitetów wyborczych, a także przewodniczący właściwej komisji wyborczej.
Właściwy do rozpoznania protestów jest sąd okręgowy (w przypadku wyborów samorządowych) lub Sąd Najwyższy (w przypadku wyborów ogólnokrajowych). Sąd rozpoznaje wniosek w postępowaniu nieprocesowym. Najdalej idącym w skutkach rozstrzygnięciem może być podjęcie uchwały o nieważności wyborów.